# Munții Latoriței

Modelare 3D - Munții Latoriței

Munții Latoriței sunt o grupă muntoasă a Munților Șureanu-Parâng-Lotrului aparținând de lanțul muntos al Carpaților Meridionali. Cel mai înalt pisc este Vârful Bora cu altitudinea de 2.055 m.
Teritoriul muntos cuprins între Olt și Jiu din cadrul Carpaților Meridionali reunește mai multe masive. Între acestea se află și Munții Latoriței, cu o dezvoltare mai redusă în raport cu celelalte masive, culmea principală a acestora depășind 30 de kilometri lungime.